# Austrostipa nitida
Az Austrostipa nitida az egyszikűek (Liliopsida) osztályának perjevirágúak (Poales) rendjébe, ezen belül a perjefélék (Poaceae) családjába tartozó faj.
Korábban az árvalányhaj (Stipa) nemzetségbe volt besorolva.

## Előfordulása
Az Austrostipa nitida eredeti előfordulási területe Ausztrália; ezen országon belül Nyugat-Ausztrália, az Északi terület, Dél-Ausztrália és Új-Dél-Wales. Új-Zélandon nem őshonos, azonban a déli szigetre betelepítette az ember.

## Megjelenése
Évelő növény, amely 75 centiméter magasra nő. Szárának átmérője 1-3 milliméter. A lapított, 20-40 centiméter hosszú és 1-2 milliméter széles levelei főleg a szártövéből nőnek ki. A bugavirágzata 25-55 centiméter hosszú és 5-7 milliméter széles. A virágzatot alkotó virágok csak 6-12 milliméteresek.

## Életmódja
Szárazság- és legeléstűrő perjeféle, amely a déli szőrösorrú vombat (Lasiorhinus latifrons) legfőbb tápnövénye.